# Zweder van Culemborg
Zweder van Culemborg of Kuilenburg (gestorven in Bazel, 21 september 1433) was bisschop van Utrecht tijdens het Utrechts schisma. Hij was hoogstwaarschijnlijk een zoon van Gerard I van Culemborg.
Na de dood van bisschop Frederik van Blankenheim in 1423 was een opvolgingsstrijd ontstaan tussen twee kandidaten voor de bisschoppelijke titel, Zweder van Culemborg en Rudolf van Diepholt. Om de strijd te beslechten benoemde paus Martinus V op 7 juni 1424 zijn eigen gunsteling, Rhabanus van Helmstatt, tot bisschop van Utrecht. Deze trok zich terug, waarna de paus op 6 februari 1425 Zweder aanstelde. Rudolf week niet, zodat Zweder zich met geweld van het gezag meester moest maken. Hij werd in 1426 echter de stad uitgejaagd door zijn tegenstanders. Rudolf werd daarop door de paus in de ban gedaan, maar hij wist zich te handhaven, al kon Zweder aanvankelijk rekenen op de steun van hertog Filips de Goede, die tevens graaf van Holland was, en van de hertog van Gelre. Rudolf wist echter een akkoord te sluiten met beide naburige vorsten, waarop paus Eugenius IV (de opvolger van Martinus V) Zweder op 10 december 1432 tot titulair bisschop van Caesarea benoemde en Rudolf op de zetel van Utrecht erkende. Zweder beklaagde zich hierover bij het Concilie van Bazel, dat hem in het gelijk stelde, maar hij overleed niet veel later.
- Biografisch Portaal: 08193554
- Digitale Bibliotheek voor de Nederlandse Letteren: cule002
- Gemeinsame Normdatei: 119132095
- International Standard Name Identifier: 0000 0000 3500 6454
- Library of Congress Control Number: n94036308
- Virtual International Authority File: 16454843
- WorldCat: E39PBJfGRJfQGvq69FwKvMQ6rq